# Нестеров, Пётр Владимирович
Пётр Владимирович Нестеров (28 мая 1883, Псков — 8 июля 1941, Тарту) — орнитолог, герпетолог, географ, педагог, исследователь фауны Закавказья и северо-восточной Турции.

## Биография
Окончил Псковскую классическую гимназию. В 1904 году поступил на отделение естественных наук физико-математического факультета Санкт-Петербургского университета. В 1909 году окончил его с дипломом первой степени. Оставлен при университете для подготовки к профессорскому званию по зоологии и сравнительной анатомии. В 1910 году окончил курсы для получения права преподавания в средних учебных заведениях. В 1912 году сдал магистерские экзамены по зоологии и сравнительной анатомии.

### Экспедиции и командировки
В студенческие годы в 1906 году был направлен Санкт-Петербургским обществом естествоиспытателей в Холмский край. В 1907 году принял участие в научной экспедиции в Саянах и в северо-западной Монголии. В 1908 году участвовал в Мурманской промысловой экспедиции на корабле «Святой великомученик Фока», продолжавшейся 7 месяцев и имевшей основной целью изучение движенья льдов в Белом и Карском морях. В 1909 году Общество естество-испытателей направило Нестерова для исследований Чорохского края в Закавказье. В 1910 году по поручению Зоологического музея Академии наук участвовал в экспедиции на юго-западе Закавказья.
В 1914 году Петербургская Академия наук и Русское географическое общество отправило Нестерова в путешествие по Персии, Турции, Месопотамии и Курдистану. Кроме выполнение зоологических задач во время этой поездки он в составе международной комиссии принял участие в уточнении границ между Персией и Турцией.
Избран действительным членом Санкт-Петербургского общества естествоиспытателей, Русского географического общества, Русского общества акклиматизации животных и растений, Русского энтомологического общества и Русского орнитологического кабинета.
В 1911 году Санкт-Петербургский университет направил Нестерова на стажировку по зоологии в Германию и Швейцарию.

### Педагогическая деятельность до 1917 года
Преподавал в нескольких средних учебных заведениях:
- 1909—1910 — Царскосельское реальное училище,
- 1912—1915 — гимназия и реальное училище Видемана в Петербурге,
- 1914—1919 — Третья Петроградская гимназия
- C 1909 по 1919 год — ассистент кафедры зоологии и приват-доцентом Петербургского (Петроградского) университета.
- Преподаватель на Высших женских естественно-научных курсах Лохвицкой-Скалон
- Преподаватель на Бестужевских курсах.

### После февраля 1917
С февраля по октябрь 1917 представитель Временного правительства в Псковской губернии. Член Псковской городской управы и заведующий её отделом здравоохранения и образования. Преподавал в Псковском учительском институте.
Осенью 1917 года был арестован и какое-то время находился в тюрьме. После освобождения уехал в Петроград, где продолжил преподавание и занятия наукой. В 1919 году вернулся в Псков на похороны старшего сына. Вскоре Псков был занят частями Эстонской армии, которая отступила к осени 1919 года, отступил с ней и Нестеров.

### В Эстонии
В 1919—1920 годах помощник заведующего Государственной химико-бактериологической лаборатории при Эстонской армии. С февраля 1921 года — директор и преподаватель естествознания и географии в русской гимназии ХСМЛ (Христианского союза молодых людей) для детей русских эмигрантов в Вайвара, действовавшей при финансовой поддержке американской YMCA. В 1922—1923 годах преподаватель естествознания и географии в коммерческом училище и в гимназии Нарвы.
В 1923 году на основе реальной гимназии была образована Печорская общая гуманитарная гимназии (Petseri Ühishumanitaargümnaasium). Нестеров преподавал природоведение (1—4 классы), химию (1—5 классы), здравоохранение (1—4 классы), физику (3—5 классы) и географию (1—3 классы).
Вступил в Кайтселийт (Организацию вооруженной самообороны Эстонии).

### Гибель
Арестован НКВД в 20-х числах июня 1941 года. 7 июля 1941 за день до сдачи города отправлен из Печор в Тарту, где в ночь на 9 июля расстрелян без суда вместе с 192 заключенным тюрьмы города Тарту. Был опознан старшей дочерью Елизаветой Шаховской, и вместе с другими погибшими похоронен на кладбище Павловской кирхи (Ропка-Тамме).

## Семья
- Жена — Зинаида Ивановна (урождённая Сутоцкая) (?—9 апреля 1964).
  - Сын — Леонид (25 января 1907—9 августа 1941), был отправлен отцом учиться в Лондон, там стал коммунистом, расстрелян властями в оккупированной нацистами Эстонии как "Активный комсомолец, <который> проводил политсобрания, организовал кружок МОПР’а" всего через месяц и два дня после отца[4].
  - Сын — Николай (1909?—1919)
  - Дочь — Елизавета (1911—21 декабря 1978), замужем с 1937 года за о. Константином Яковлевичем Шаховским (1905—1972), участником Псковской православной миссии, узником ГУЛага.

## Таксоны, описанные Нестеровым
- Neurergus derjugini (Nesterov, 1916)
- Neurergus microspilotus (Nesterov, 1916)
- Salamandra semenovi (Nesterov, 1916)

## Таксоны, описанные в честь Нестерова
- Triturus ophryticus nesterovi Litvinchuk et al., 2005[5].

## Труды

### По герпетологии
- Нестеров П. В. 1910. Материалы по герпетологии юго-западного Закавказья (Чорохский край) // Тр. С.-Петерб. общ-ва естествоиспыт. Проток. засед.
- Нестеров П. В. 1916. Три новых хвостатых амфибии из Курдистана // Ежегодн. Зоол. музея Акад. наук 21, Петроград: Типография Имп. АН.

### По орнитологии
- Нестеров П. В. 1907. Отчёт об орнитологических исследованиях в Псковской губ. // Тр. С.-Петерб. общ-ва естествоиспыт. Проток. засед. 38, 1: 89—91.
- Нестеров П. В. 1907. Предварительное сообщение о поездке в Минусинский уезд, Усинский пограничный округ и Урянхайскую землю // Тр. С.-Петербург. общ-ва естествоиспыт. 38, 1: 283—290.
- Нестеров П. В. 1909. Материалы для орнитологической фауны Минусинского края и Урянхайской земли // Тр. С.-Петерб. общ-ва естествоиспыт. Отд. зоол. и физиол. 40, 2: 97—190.
- Нестеров П. В. 1910. Влияние климата на окраску птиц // Птицевед. и птицеводство 1, 1: 9—13.
- Нестеров П. В. 1911. Заметки о кавказских птицах // Орнитол. вестн. 1: 22—25, 2: 99—108.
- Нестеров П. В. 1911. Материалы для орнитофауны Батумской области (юго-западное Закавказье) // Изв. Кавк. музея 5, 3: 101—163.
- Нестеров П. В. 1911. Материалы по орнитофауне юго-западного Закавказья и северо-восточной части Малой Азии // Ежегодн. Зоол. музея Акад. наук 16, 3: 311—408.
- Нестеров П. В. 1911. Новая форма синицы // Орнитол. вестн. 2: 145—148.
- Нестеров П. В. 1911. О географическом распространении каспийской горной индейки (Tetraogallus caspius Gm.) // Птицевед. и птицеводство 2, 1: 11—21.
- Нестеров П. В. 1911. Отчёт о зоологических исследованиях в юго-западном Закавказье (1909 и 1910) и Эрзерумском вилайете (1910) // Ежегодн. Зоол. музея Акад. наук 16, 3: 0137-0184.
- Нестеров П. В. 1912. Заметки о кавказских птицах // Орнитол. вестн. 2: 151—156.
- Нестеров П. В. 1913. Истребление чомги (Colymbus cristatus) // Птицевед. и птицеводство 4, 2: 155—156.
- Нестеров П. В. 1913. К орнитофауне Закавказья // Орнитол. вестн. 3: 175—179.
- Нестеров П. В. 1914. К орнитофауне Батумской области // Изв. Кавк. отд. РГО 22, 2: 105—117.
- Нестеров П. В. 1914. К орнитофауне Закавказья // Орнитол. вестн. 4: 281—283.
- Нестеров П. В., Никандров Я. И. 1914. Прилёт, пролёт и гнездование птиц в окрестностях г. Пскова // Ежегодн. Зоол. музея Акад. наук 18 (1913), 1: 102—124.
- Нестеров П. В., Никандров Я. Н. 1913. Материалы к авифенологии окрестностей г. Пскова (1912 г.) // Птицевед. и птицеводство 4, 4: 294—299.
- Нестеров П. В., Никандров Я. Н. 1914. Материалы к авифенологии окрестностей г. Пскова 1913 г. // Птицевед. и птицеводство 5, 1: 27—39.
- Нестеров П. В., Никандров Я. Н. 1915. Материалы к авифенологии окрестностей г. Пскова 1914 г. // Птицевед. и птицеводство 6, 1: 38—48.